# 端行绿海葵
端行绿海葵（学名：Sagartia carcinophilus）为绿海葵科绿海葵属的动物。在中国，分布于南海等海域，一般固着于他物上。